# Рязанцев, Константин Матвеевич
Константин Матвеевич Рязанцев (17 декабря (30 декабря) 1912, Москва — 1981, Москва) — советский футболист, тренер.

## Биография
Начинал играть в 1928 году в команде фабрики «Освобожденный Труд».
С 1935 по 1936 год играл в ЦДКА, а в 1937-1940 гг. — московском «Торпедо».
В 1941 году перешёл в московский «Спартак». В общей сложности за красно-белых провёл 114 матчей, забив 5 мячей.
В 1950 году окончил школу тренеров при ГЦОЛИФК.
С 1951 по 1952 год — тренер московского «Спартака». С 1952 по 1963 год — тренер ДЮСШ клуба.
Также работал с командами РСФСР — «Трудовые Резервы» из Курска, «Спартак» из Орла, «Трактор», «Ревтруд».